# McKinnons Bay
McKinnons Bay – zatoka (ang. bay) rzeki Mira River w kanadyjskiej prowincji Nowa Szkocja, w hrabstwie Cape Breton; nazwa urzędowo zatwierdzona 5 lutego 1976.